# Гамбург, Михаил Климентьевич
Михаил Климентьевич Гамбург (англ. Michael Hambourg, при рождении Абрам-Михель Калман-Лейбович Гамбург; 12 (24 июля) 1855, Ярослав — 18 июня 1916, Торонто) — русско-канадский пианист и музыкальный педагог. Отец музыкантов Марка, Бориса, Яна и Клемента Гамбургов.

## Биография
Родился в еврейской мещанской семье из Виленской губернии — отец, Калмен-Лейб Гиршевич Гамбург (1822—?), был уроженцем Вильны, мать — Ривка Мееровна Гамбург (1836—?). Учился в Московской консерватории у Николая Рубинштейна и Сергея Танеева, затем в Петербургской консерватории, которую окончил в 1879 году по классу Густава Кросса. 
Преподавал фортепиано в Воронеже (1879—1888), затем недолгое время в Московской консерватории. В 1881 году в Воронеже издал сборник упражнений «Техника фортепианной игры». Здесь же женился на Екатерине Герцовне Гиршкович — сестре земского врача города Богучар Воронежской губернии, где и родились их старшие сыновья. В 1888 году получил звание свободного художника. В 1890 году сопровождал своего 11-летнего сына Марка на гастроли в Лондон и в связи с большим успехом (в том числе и финансовым) юного пианиста решил остаться там, перевезя также и двух младших сыновей (четвёртый родился уже в Лондоне). Преподавал в Королевской академии музыки и Гилдхоллской школе музыки. 
В 1910 году перебрался с тремя сыновьями (Борисом, Яном и Клементом; старший, Марк, остался в Лондоне) в Канаду, получил канадское гражданство и открыл частную Консерваторию Гамбурга, в которой преподавал вместе с сыновьями. Учеником Гамбурга был, в частности, Джеральд Мур.